# Cahiers Octave Mirbeau
Les  Cahiers Octave Mirbeau, revue littéraire française, sont la publication annuelle de la Société Octave Mirbeau, association loi de 1901 fondée le 28 novembre 1993, à Angers. Le rédacteur en chef en est Pierre Michel, président fondateur de la Société. Vingt-six numéros ont paru, de mai 1994 à avril 2019, soit plus de 9 500 pages en tout. Ils font entre 304 et 450 pages et sont abondamment illustrés. Le tirage est de 500 ou 600 exemplaires. 
Chaque volume comporte au moins trois grandes parties. La première est consacrée aux études, portant sur l’œuvre littéraire ou les combats esthétiques et politiques d'Octave Mirbeau. La deuxième regroupe des documents inédits ou peu connus (articles de Mirbeau non publiés en volume, correspondances, jugements, témoignages d'époque, traductions). La troisième, bibliographique, recense toutes les études et tous les articles consacrés à Mirbeau et rend compte de nombreux ouvrages ayant trait à son époque. La plupart des numéros comportent une quatrième partie, consacrée à des témoignages d'aujourd'hui, rédigés notamment par des metteurs en scène de théâtre, des écrivains, des traducteurs ou des artistes contemporains.
Le siège social de la Société Octave Mirbeau est situé au 7, rue Laennec à 29600 Morlaix.
En avril 2019, à la suite d’une grave crise interne, la Société Octave Mirbeau a éclaté.. Cette crise a entraîné la création de l'association internationale des Amis d’Octave Mirbeau, Pierre Michel en devient le président et assume désormais la rédaction en chef de la revue de la nouvelle association, Octave Mirbeau – Études et actualités, dont le premier numéro, 450 pages, a paru en mars 2020 et le deuxième numéro, 480 pages, en mars 2021. En avril 2022 est sorti le troisième numéro, 498 pages. En avril 2023 est sorti le quatrième numéro de cette nouvelle série, 398 pages.

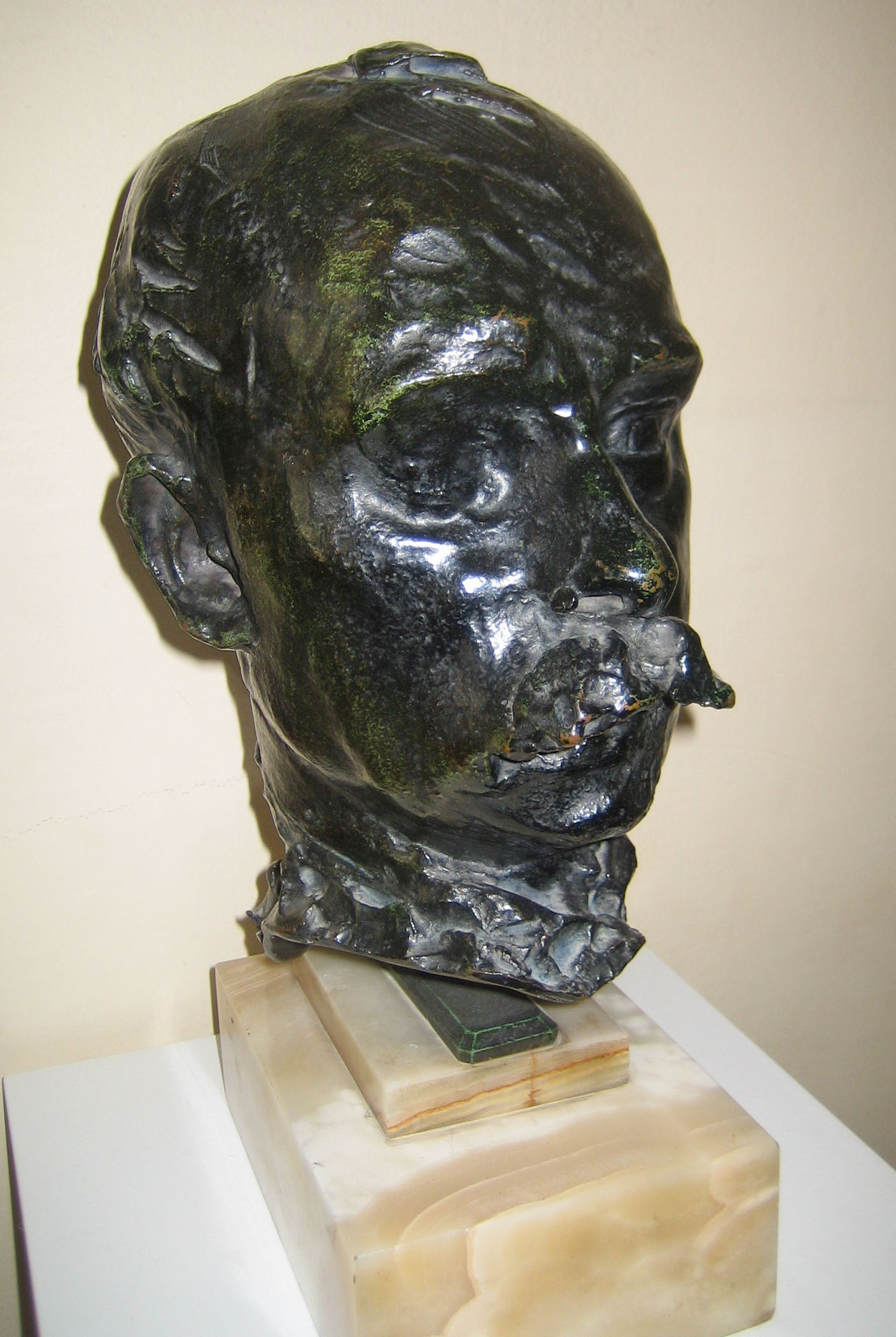
Auguste Rodin, Buste d'Octave Mirbeau.